# Silvia Benzer
Silvia Benzer (* 27. Juli 1959 in Hohenems; geborene Silvia Halbeisen) ist eine österreichische Politikerin (FPÖ) und Volksschuldirektorin. Benzer war von 1999 bis 2014 Abgeordnete zum Vorarlberger Landtag. 

## Ausbildung und Privatleben
Silvia Benzer wurde am 27. Juli 1959 in Hohenems als Tochter des Spenglermeisters Edwin Halbeisen und seiner Frau Margit geboren. Sie wuchs in der Gemeinde Klaus auf, wo sie von 1965 bis 1969 die Volksschule besuchte. 1969 bis 1973 erfolgte der Schulbesuch in der Hauptschule in Götzis, 1973 bis 1978 am Musisch-pädagogischen Realgymnasium Feldkirch, wo sie 1978 auch maturierte. Von 1978 bis 1980 schloss Silvia Benzer ihre schulische Ausbildung schließlich an der Pädagogischen Akademie Feldkirch ab.
Sie wurde in der Folge zunächst Volksschullehrerin in Götzis (1980–1981) und Schwarzach (1982–1983) sowie nach ihrer Karenzzeit von 1985 bis 2002 an der Volksschule Mähdle in Wolfurt. Seit 2002 ist sie Direktorin der Volksschule Mähdle. Sie lebt in Schwarzach, ist geschieden und Mutter von zwei Kindern.

## Politischer Werdegang
Benzer ist seit Mai 1999 Parteimitglied der FPÖ Vorarlberg und wurde im Jahr 2000 zur Stellvertreterin des Obmanns des Freiheitlichen Lehrervereins Vorarlbergs gewählt. Seit 2004 ist sie dessen Obfrau. Darüber hinaus wurde sie bei der Gemeindevertretungswahl im Jahr 2000 zum Mitglied der Gemeindevertretung in Wolfurt gewählt. 2003 bis 2009 war sie Ersatzmitglied der Wolfurter Gemeindevertretung. Parteiintern erlangte Silvia Benzer ebenfalls eine Reihe von Funktionen. Seit Oktober 2000 ist sie Bezirksparteiobfrau im Bezirk Bregenz, außerdem auch stellvertretende Landesobfrau der Vorarlberger Freiheitlichen Frauen. Im Jahr 1999 wurde sie sowohl Mitglied des Landesparteivorstands als auch der Landesparteileitung. 
Bei der Landtagswahl in Vorarlberg 1999 wurde Benzer erstmals als Abgeordnete zum Vorarlberger Landtag gewählt. Nachdem sie 2004 und 2009 jeweils wiedergewählt worden war, wurde Silvia Benzer in der 29. Legislaturperiode im Oktober 2009 stellvertretende Klubobfrau des freiheitlichen Landtagsklubs. Außerdem war sie in dieser Legislaturperiode Bereichssprecherin der FPÖ für Frauen, Schule und Bildung sowie Wissenschaft.
Nach der Landtagswahl 2014, bei der Silvia Benzer nicht mehr kandidierte, schied sie mit der Angelobung des neuen Landtags am 15. Oktober 2014 aus diesem aus.